# Phlyctenosis laeta
Phlyctenosis laeta är en skalbaggsart. Phlyctenosis laeta ingår i släktet Phlyctenosis och familjen långhorningar.

## Underarter
Arten delas in i följande underarter:
- P. l. laeta
- P. l. descarpentries
- P. l. viettei
- P. l. villosicollis